# 그레이스랜드

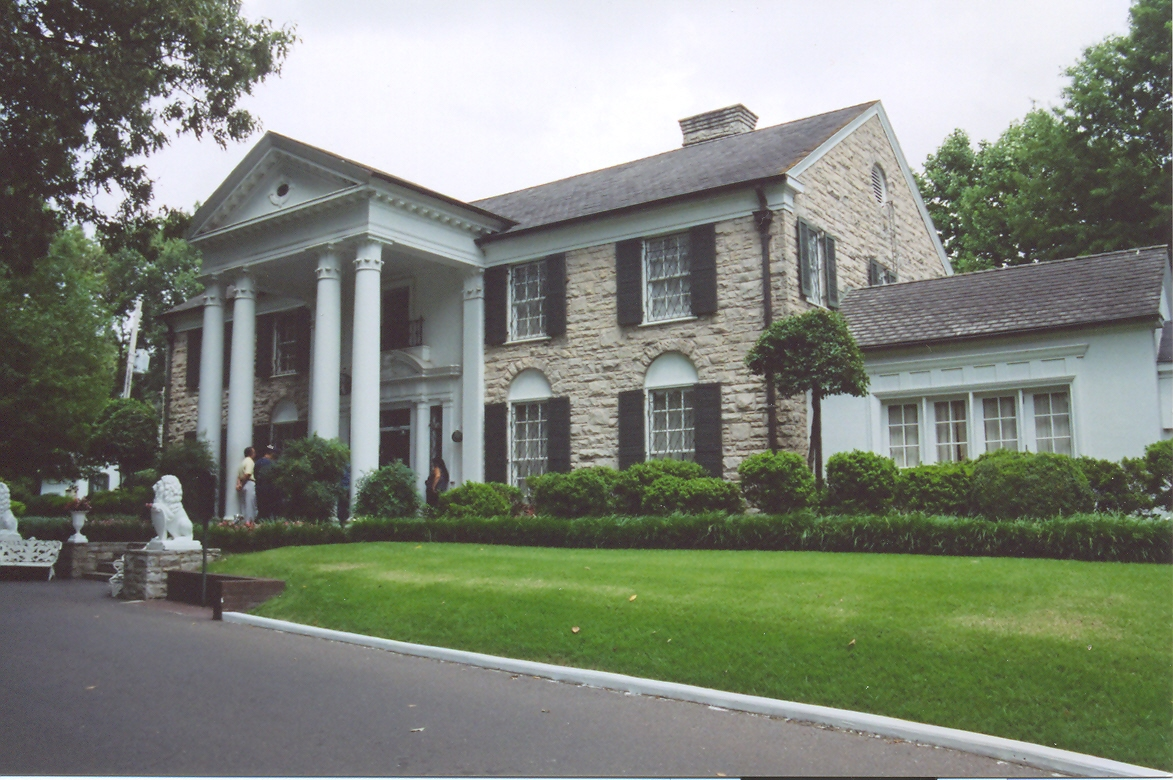
그레이스랜드

그레이스랜드(Graceland)는 미국 테네시주 멤피스의 13.8-에이커 (5.6 ha) 규모 영지에 자리한 맨션으로, 엘비스 프레슬리가 생전 거주했던 곳이다. 화이트헤이븐 주민권의 엘비스 프레슬리 대로(Elvis Presley Boulevard) 3764에 위치한다. 시내로부터 14.5 km 떨어져 있고 미시시피주 경계와 북쪽으로 6 km 떨어져 있다.
현재는 박물관으로 운영되고 있다. 1982년 6월 7일부로 일반에 공개되었다. 1991년에는 국립사적지에 등록되었고 2006년 3월 27일에는 국립역사건조물에 등록되었다. 그레이스랜드는 해마다 650,000여명이 방문해 미국에서 백악관 다음으로 가장 많이 방문되는 장소다.

## 관련 문헌
- Davidson, Linda Kay and David Gitlitz "Pilgrimage, from the Ganges to Graceland: an Encyclopedia" (Santa Barbara: ABC-CLIO, 2002).
- Engel, Matthew. "Still stuck on Elvis, fans exalt the King". The Guardian (London), August 17, 2002, p. 1.
- Marling, Karal Ann. "Graceland: Going Home with Elvis." Cambridge: Harvard University Press, 1997.
- Miksanek, Chris. "From de Soto to Elvis: A Brief History of Graceland Farm." Bamber Books, 2012